# Erica aemula
Erica aemula är en ljungväxtart som beskrevs av Guthrie och Bolus. Erica aemula ingår i släktet klockljungssläktet, och familjen ljungväxter. Inga underarter finns listade i Catalogue of Life.